# Frieda Adam
Frieda Adam (* 4. Mai 1919 in Berlin als Frieda Bauer; † 2. Oktober 2013 in Berlin), ausgezeichnet als eine der „Gerechten unter den Völkern“, war eine Näherin, die während des Zweiten Weltkrieges zwei Jahre lang die Jüdin Erna Puterman und zeitweise auch deren Bruder bei sich aufnahm, beide versteckte und ihnen damit das Leben rettete.

## Leben
Frieda Adam stammte aus einer Berliner Arbeiterfamilie. Während ihrer gemeinsamen Schneiderlehre freundete sie sich kurz vor Kriegsausbruch mit Erna Puterman, der Tochter eines jüdischen Lebensmittelhändlers aus Galizien an. Sie verloren sich etwas aus den Augen, als Erna Puterman 1940 in die „Judenabteilung“ von Siemens wechseln und dort Zwangsarbeit leisten musste. Im Herbst 1942 stand Puterman dann verzweifelt vor Frieda Adams Tür, weil ihre Mutter spurlos verschwunden war. Sie wusste nicht, was sie tun sollte, und erwog sogar, dem Deportationsbefehl, den sie selbst erhalten hatte, Folge zu leisten, um eventuell so ihre Mutter wiederzufinden. Frieda Adam hielt sie strikt davon ab und nahm ihre Freundin sofort in ihre Wohnung auf. Sie lebte zu jener Zeit mit drei kleinen Kindern in einer Zweizimmerwohnung in der Schönhauser Allee 90, während ihr Mann, ein einfacher Soldat, an der Front war.
Nach etwa einem Jahr nahm sie zusätzlich auch noch Erna Putermans Bruder auf, der sich davor auf Dachböden in der Nachbarschaft versteckt hatte. Er blieb einige Wochen, bis sie mit Hilfe ihrer Schwester einen anderen Unterschlupf für ihn organisiert hatte. Als Frieda Adams Mann auf einem Heimaturlaub 1944 entdeckte, dass seine Frau Juden versteckte, drang er darauf, den aus seiner Sicht unerwünschten Besuch loszuwerden, und drohte ihr auch damit, sie anzuzeigen. So brachte sie zu Silvester 1944 ihre Freundin in das Versteck, in dem sich auch schon deren Bruder befand. Beide überlebten so den Krieg. 
Frieda Adam ließ sich nach dem Krieg von ihrem Mann scheiden. Mit Erna Puterman blieb sie noch jahrzehntelang befreundet. Diese schrieb fast 50 Jahre nach ihrer Rettung einen Brief an den Bundespräsidenten, in dem sie über die Zivilcourage ihrer Freundin berichtete. Als aus dem Bundespräsidialamt keine Antwort kam, übersetzte Erna Putermans Tochter Jeanette, die inzwischen in den USA lebte, den handschriftlichen Brief ihrer Mutter ins Englische und schickte ihn nach Israel. In der Folge wurde Frieda Adam im Dezember 1992 von Yad Vashem als Gerechte unter den Völkern anerkannt.
Am 2. Oktober 2013 starb Frieda Adam 93-jährig in Berlin.

## Ehrung
- Am 14. Dezember 1992 wurde Frieda Adam als Gerechte unter den Völkern anerkannt.[4] Am 3. Juni 1993 bekam sie in Anwesenheit von Erna Puterman in Bonn durch Israels Generalkonsul Mordechay Levy die für sie geprägte Medaille verliehen.[1]
- Anlässlich des 27. Januar 2023, des Tags des Gedenkens an die Opfer des Nationalsozialismus, forderte die Fraktion von Bündnis 90/Die Grünen in der Bezirksverordnetenversammlung (BVV) von Pankow eine Gedenktafel für Frieda Adam sowie die Benennung einer Straße oder eines Platzes nach ihr.[5][6]